# Corethrovalva goniosema
Corethrovalva goniosema är en fjärilsart som beskrevs av Lajos Vári 1961. Corethrovalva goniosema ingår i släktet Corethrovalva och familjen styltmalar. Inga underarter finns listade i Catalogue of Life.